# Championnat de Bahreïn de football 2011-2012
Navigation
Saison précédente Saison suivante
La saison 2011-2012 du Championnat de Bahreïn de football est la cinquante-sixième édition du championnat national de première division à Bahreïn. Les dix meilleurs clubs du pays sont regroupés au sein d'une poule unique et s'affrontent deux fois au cours de la compétition, à domicile et à l'extérieur. En fin de saison, le dernier du classement est relégué tandis que l'avant-dernier doit disputer un barrage de promotion-relégation face au vice-champion de D2.
C'est Riffa Club qui remporte le titre après avoir terminé en tête du classement final, avec sept points d'avance sur le tenant du titre, Al Muharraq Club et onze sur Busaiteen Club. C'est le 10e titre de champion de Bahreïn de l'histoire du club, qui manque le doublé en s'inclinant en finale de la Coupe de Bahreïn face à Al Muharraq.
À noter la très mauvaise saison du vainqueur du championnat en 2009-2010, Al-Ahli Club : neuvième à l'issue du championnat, le club de la capitale dispute et perd le barrage de promotion-relégation face à Malikiya Club. Il doit donc descendre en deuxième division.

## Les clubs participants
| - Al Muharraq Club - Riffa Club - Al Hidd Club - Al Najma Club - Manama Club | - East Riffa - Promu de D2 - Busaiteen Club - Al-Ahli Club - Al Hala SC - Bahrain Club - Promu de D2 |

## Compétition

### Classement
Le classement est établi sur le barème de points classique (victoire à 3 points, match nul à 1, défaite à 0).
| Rang | Équipe               | Pts | J  | G  | N | P  | Bp | Bc | Diff |
| ---- | -------------------- | --- | -- | -- | - | -- | -- | -- | ---- |
| 1    | Riffa Club           | 45  | 18 | 14 | 3 | 1  | 34 | 16 | +18  |
| 2    | Al Muharraq Club'T'C | 38  | 18 | 12 | 2 | 4  | 41 | 13 | +28  |
| 3    | Busaiteen Club       | 34  | 18 | 10 | 4 | 4  | 34 | 25 | +9   |
| 4    | Al Hidd Club         | 22  | 18 | 5  | 7 | 6  | 23 | 26 | -3   |
| 5    | Al Najma Club        | 21  | 18 | 6  | 3 | 9  | 24 | 24 | 0    |
| 6    | Al Hala SC           | 21  | 18 | 6  | 3 | 9  | 29 | 33 | -4   |
| 7    | Manama Club          | 20  | 18 | 6  | 2 | 10 | 20 | 29 | -9   |
| 8    | Bahrain ClubP        | 19  | 18 | 5  | 4 | 9  | 23 | 29 | -6   |
| 9    | Al-Ahli Club         | 18  | 18 | 5  | 3 | 10 | 16 | 28 | -12  |
| 10   | East RiffaP          | 15  | 18 | 4  | 3 | 11 | 19 | 36 | -17  |

|  | Qualification pour la Coupe de l'AFC 2013                                                    |
|  | Qualification pour la Coupe de l'AFC 2013 et la Coupe du golfe des clubs champions 2012-2013 |
|  | Qualification pour la Coupe du golfe des clubs champions 2012-2013                           |
|  | Qualification pour la Coupe de l'UAFA 2012-2013                                              |
|  | Participation au barrage de promotion-relégation                                             |
|  | Relégation directe en deuxième division                                                      |
|  | T : Tenant du titre C : Vainqueur de la Coupe du Bahreïn P : Promu de D2                     |

### Matchs
| Résultats (▼dom., ►ext.) | AHL | AHD | HLA | MHR | NJM | BHR | BRC | BUS | ERC | MNM |
| Al-Ahli Club             |     | 1-0 | 1-0 | 1-1 | 2-1 | 0-0 | 0-1 | 1-4 | 0-1 | 4-1 |
| Al Hidd Club             |     |     | 1-1 | 0-1 | 1-0 | 0-4 | 2-2 | 1-1 | 4-2 |     |
| Al Hala SC               |     | 2-5 |     | 0-2 | 2-1 | 2-0 | 1-2 | 1-2 |     | 2-1 |
| Al Muharraq Club         | 2-0 | 0-0 | 6-1 |     | 3-1 | 3-0 | 1-2 | 1-2 | 3-0 | 2-1 |
| Al Najma Club            | 3-2 | 3-1 | 1-1 | 0-1 |     | 1-0 | 1-2 | 4-0 | 1-0 | 2-3 |
| Bahrain Club             | 0-1 | 2-2 | 2-1 | 1-5 | 2-0 |     | 2-4 | 1-2 | 3-0 | 2-2 |
| Riffa Club               | 2-0 | 1-0 | 2-2 | 2-0 | 4-3 | 1-0 |     | 1-1 | 1-0 | 2-0 |
| Busaiteen Club           | 5-1 | 3-1 | 1-5 | 0-2 | 1-0 | 4-2 | 0-2 |     | 2-2 | 4-2 |
| East Riffa               | 3-0 | 2-3 | 2-1 | 0-7 | 1-1 | 1-3 | 2-3 | 1-1 |     | 1-2 |
| Manama Club              | 1-0 | 1-1 | 1-3 | 2-1 | 0-1 | 0-1 | 1-0 | 1-2 | 1-0 |     |

#### Barrage de promotion-relégation
| Équipe 1     | Résultat | Équipe 2           | Aller | Retour |
| ------------ | -------- | ------------------ | ----- | ------ |
| Al-Ahli Club | 3 - 4    | (D2) Malikiya Club | 2 - 0 | 1 - 4  |

## Bilan de la saison
| Championnat de Bahreïn de football 2011-2012                        |                        |
| Champion                                                            | Riffa Club (10e titre) |
| Coupes et trophées                                                  |                        |
| Vainqueur de la Coupe de Bahreïn 2011-2012                          | Al Muharraq Club       |
| Qualifications continentales                                        |                        |
| Coupe de l'AFC 2013                                                 | Riffa Club             |
| Coupe de l'AFC 2013                                                 | Al Muharraq Club       |
| Coupe du golfe des clubs champions 2012-2013                        | Al Muharraq Club       |
| Coupe du golfe des clubs champions 2012-2013                        | Busaiteen Club         |
| Coupe du golfe des clubs champions 2012-2013                        | Al Hala SC             |
| Coupe de l'UAFA 2012-2013                                           | Al Hidd Club           |
| Promotions et relégations                                           |                        |
| Promus en Bahraini Premier League                                   | Al-Shabab Club         |
| Promus en Bahraini Premier League                                   | Malikiya Club          |
| Relégués en Championnat de Bahreïn de football de deuxième division | Al-Ahli Club           |
| Relégués en Championnat de Bahreïn de football de deuxième division | East Riffa             |